# 책영사

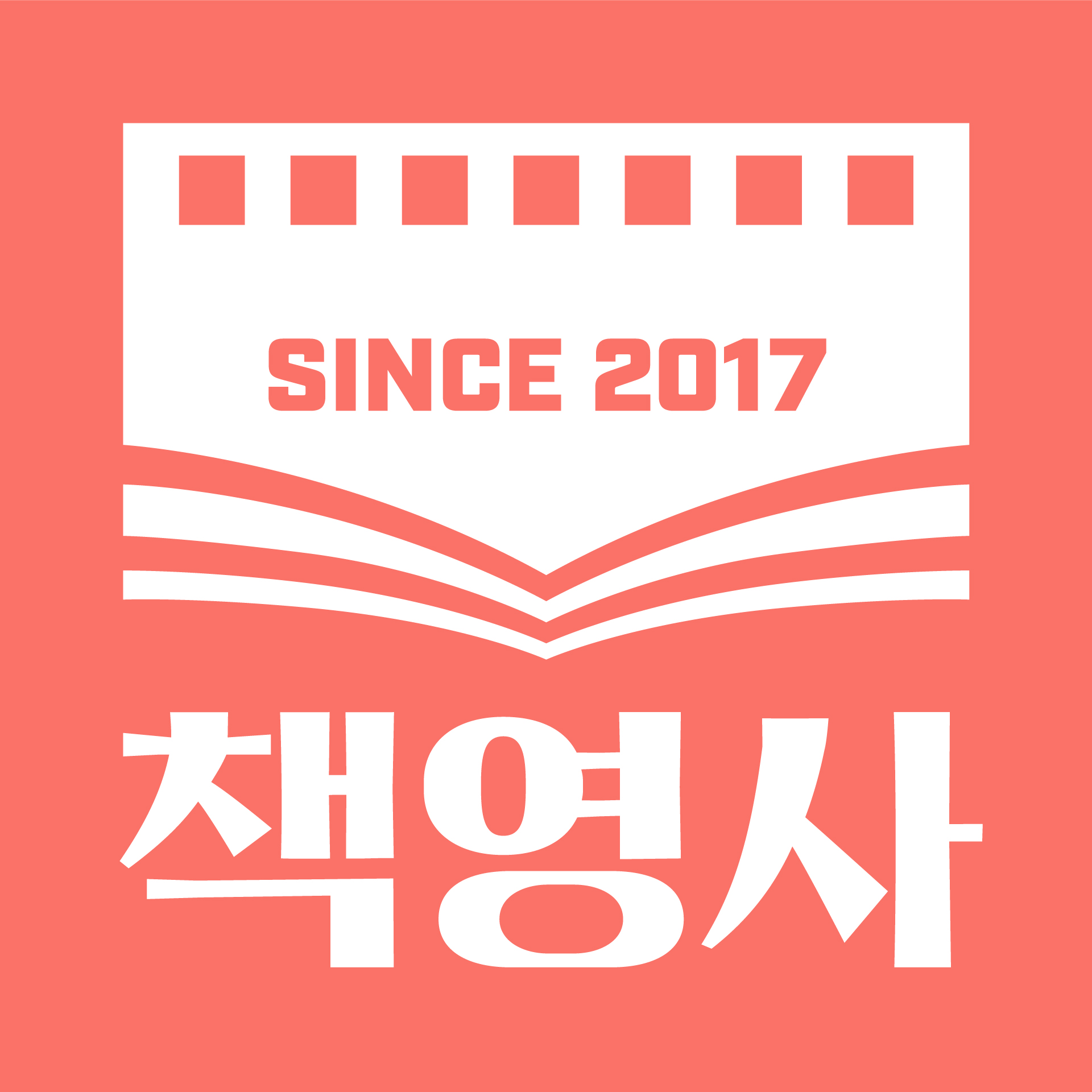
SBS 골라듣는 뉴스룸 팟캐스트 <책영사>

책영사는 책과 영화사이의 준말로서, 매주 볼만한 책이나 영화 한편을 선정해 리뷰하고 금요일 오후 퇴근 시간에 맞춰 업로드하는 팟캐스트이다. SBS보도본부가 제작하는 팟캐스트 SBS 골라듣는 뉴스룸 프로그램 중 하나로 2017년 9월 8일 '청년경찰' 김주환 감독을 초대손님으로 첫회를 시작해, 2020년 4월20일 현재 118회를 방송하였다.
"책과 영화를 사랑하는 분들과 함께 하는 한 잔 커피같고 생강차같은 방송"이란 슬로건 아래 X세대와 밀레니얼 세대, Z세대가 패널로 참여한다는 컨셉을 갖고 있다. 세대별, 성별로 안배된 패널에는 Max, 안군, 라미, 씬디가 고정으로 출연하며, Max가 첫회부터 진행을 맡고 있다. 팟빵, 네이버 오디오클립, 애플 팟캐스트, SBS 뉴스 홈페이지, 고릴라, 구글 팟캐스트, 팟티 등 거의 모든 팟캐스트 플랫폼에서 들을 수 있다. 네이버 오디오클립에서는 독립채널로 존재하고 나머지 플랫폼에서는 SBS골라듣는 뉴스룸 안에 자리잡고 있다.

## 코너
- 이주의 댓글- 한주 동안 각 플랫폼이나 이메일로 들어온 메일을 간추려 소개하고 패널의 피드백을 들려주는 코너

- 이주의 책영생활- 한주 동안 책영사 패널들이 읽은 책과 본 영화를 소개하는 코너

- 책영사의 선택- 그주 책영사 멤버들이 선택한 책이나 영화를 본격적으로 리뷰하는 코너로서

1. 안군이 소개하는 책이나 영화에 대한 기본정보
2. 라미가 소개하는 줄거리
3. 책영사 패널 리뷰
4. 맥스가 소개하는 전문가 및 일반 관객 리뷰 및 평점
5. 책영사 패널의 별점 등으로 나뉜다